# Cmentarz w Dubience
Cmentarz w Dubience – prawosławno-katolicka nekropolia w Dubience.
Cmentarz w Dubience przeznaczony był dla wiernych parafii prawosławnej oraz parafii rzymskokatolickiej w Dubience. Przetrwała na nim grupa nagrobków powstałych w końcu XIX w. lub w I połowie w. XX, zarówno kamiennych, z piaskowca, jak i żeliwnych.
Na terenie cmentarza znajduje się mogiła żołnierzy polskich z wojny polsko-bolszewickiej. Składa się na nią 12 zbiorowych grobów oraz tablicę, na których wypisano nazwiska poległych. Drugą częścią mogiły jest tablica i grób zbiorowy 33 żołnierzy 27 Wołyńskiej Dywizji AK.

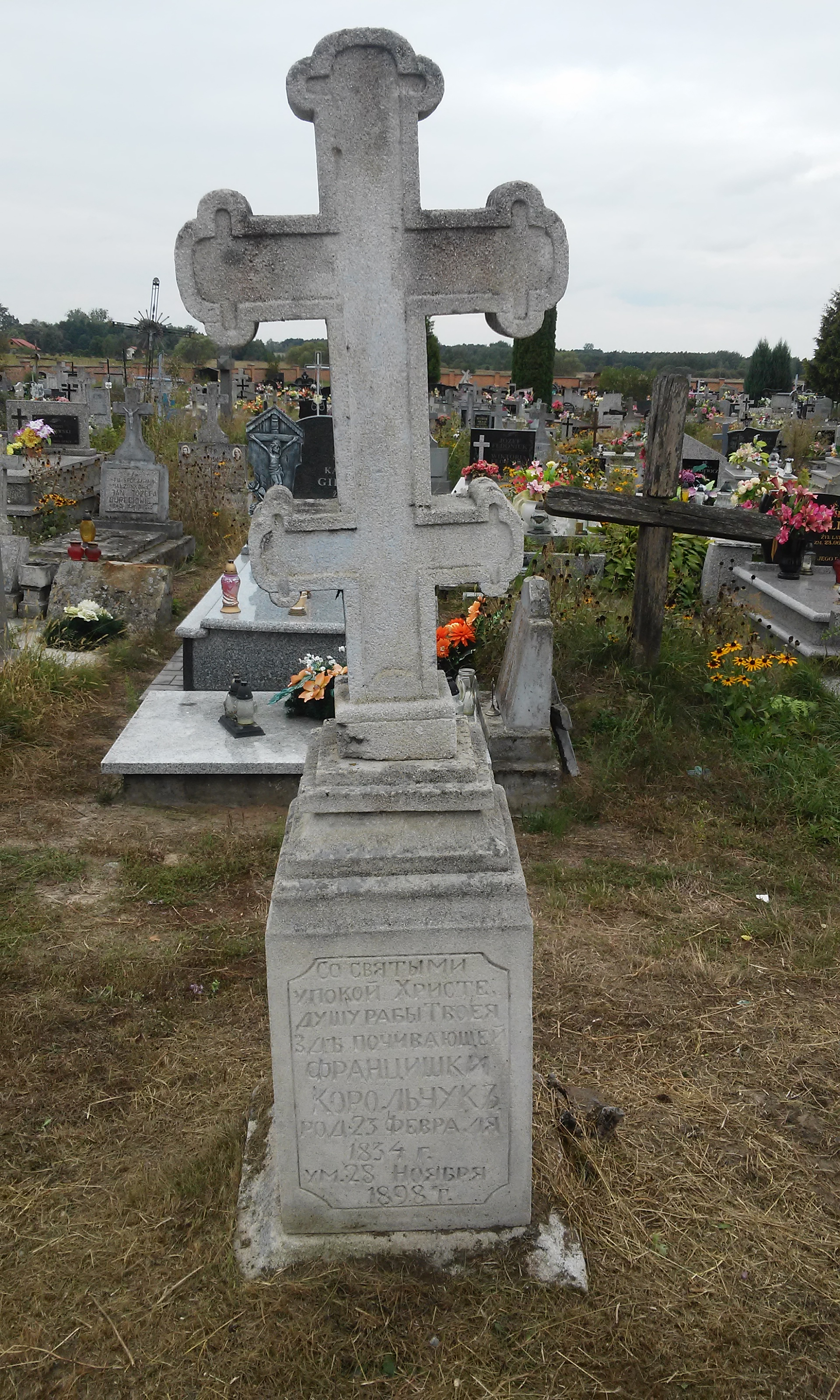
Prawosławny nagrobek z 1898
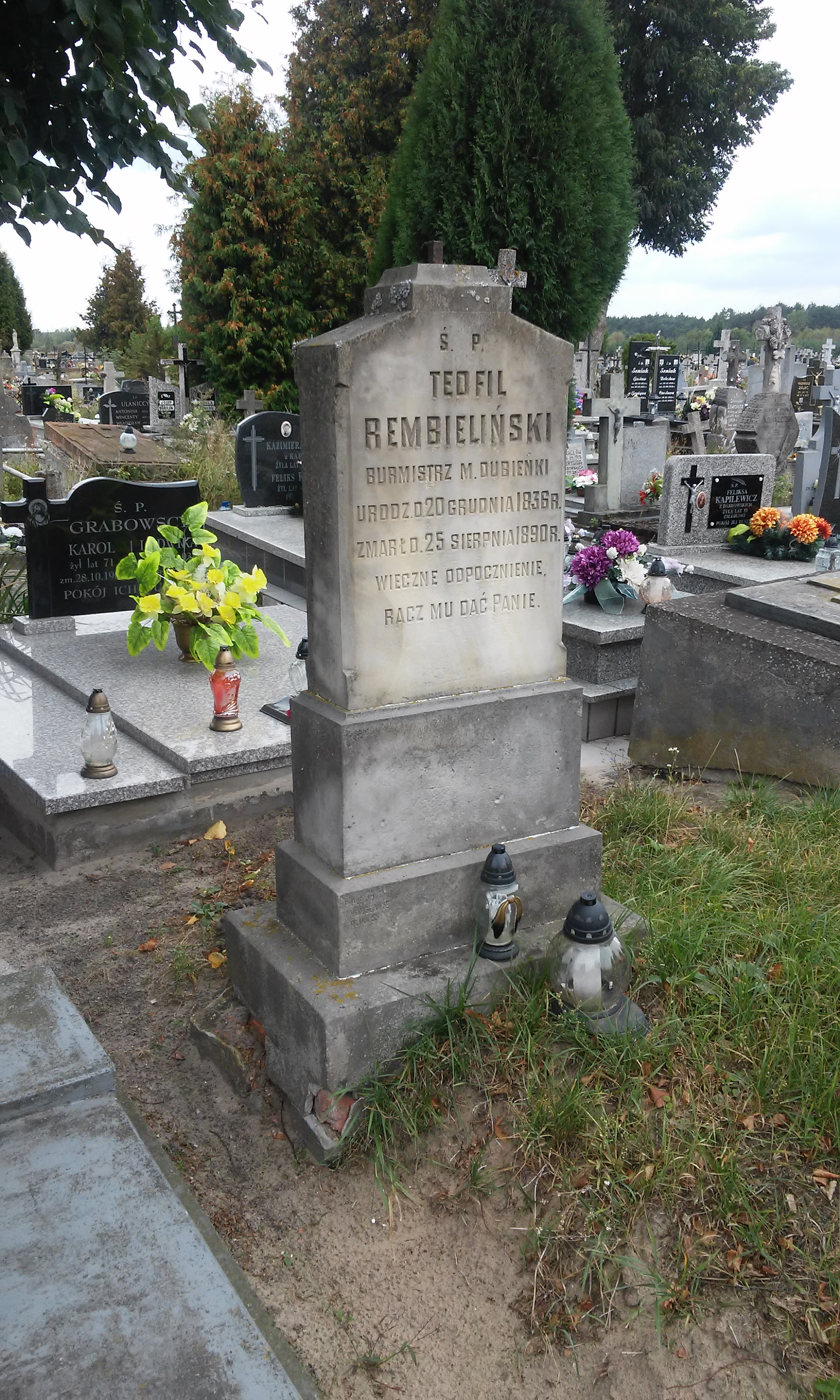
Nagrobek burmistrza Dubienki Teofila Rembielińskiego z 1890
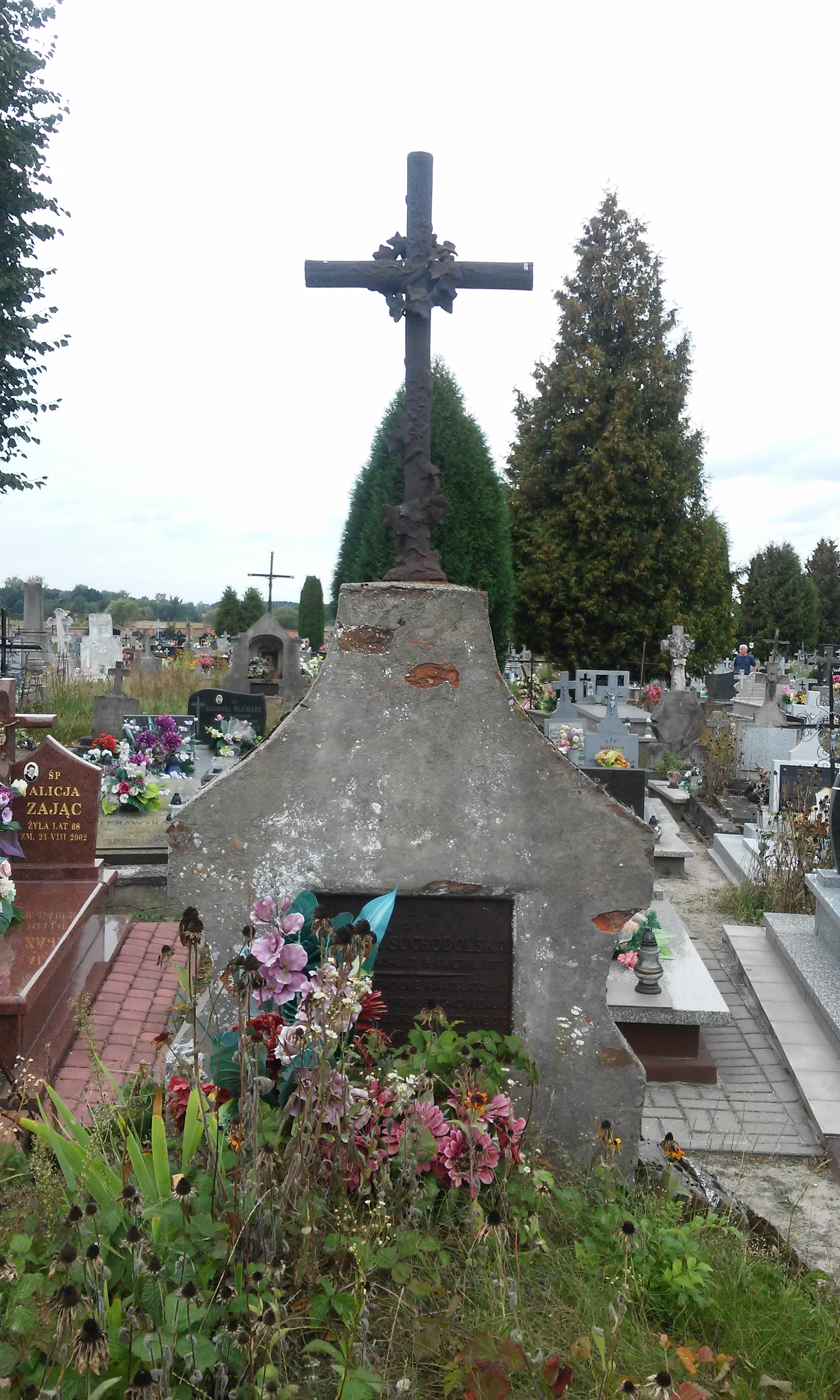
Nagrobek z 1897
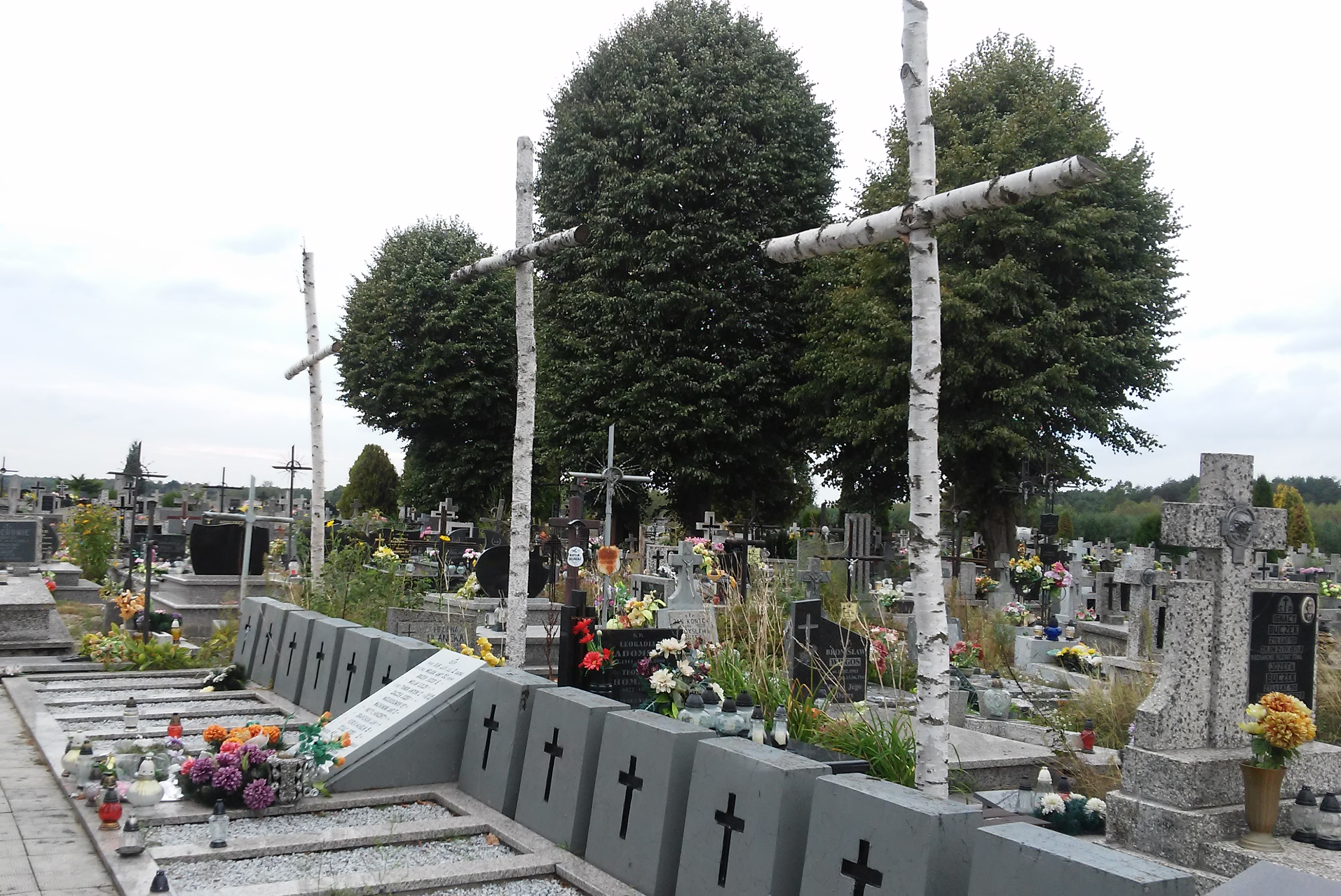
Mogiła polskich żołnierzy z 1920 r.
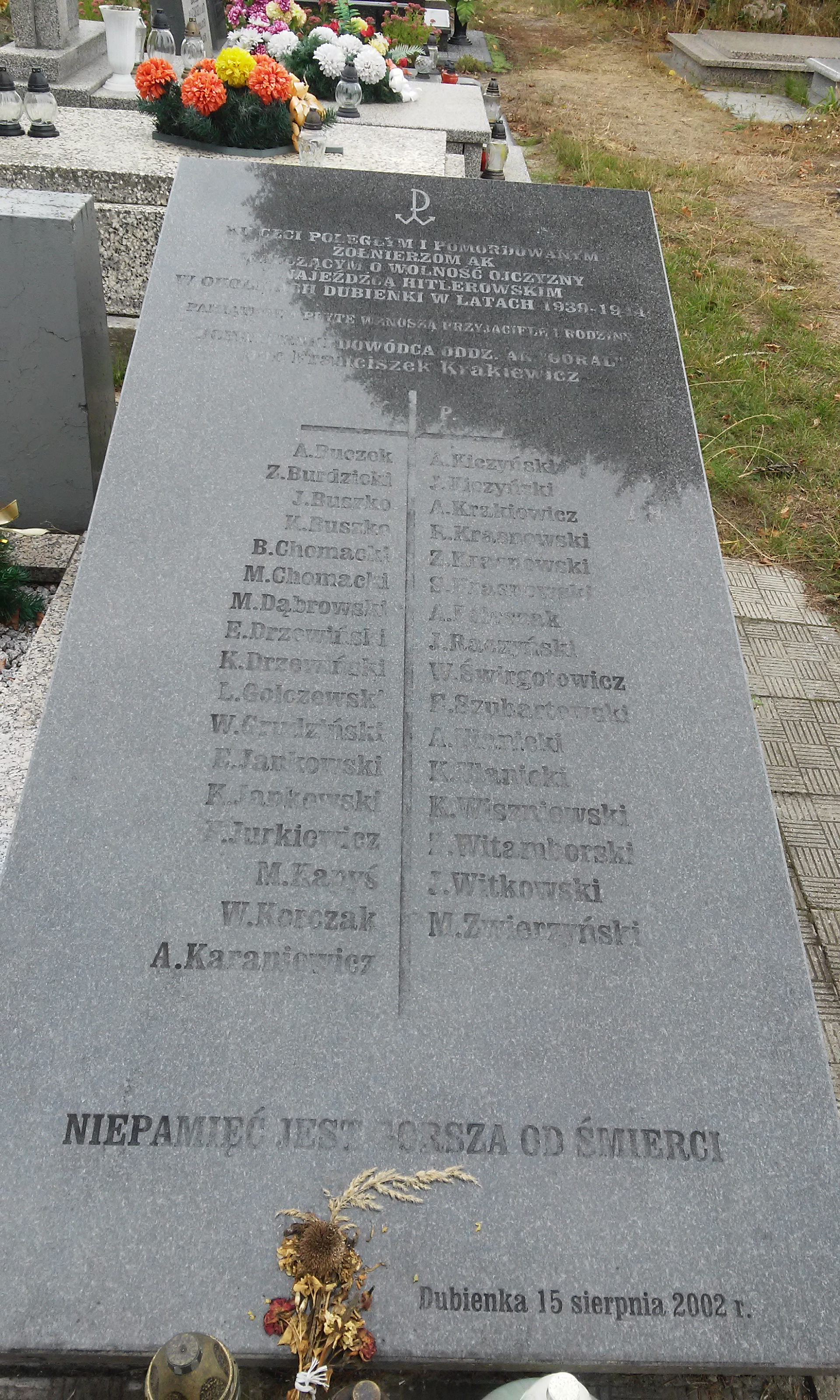
Tablica ku czci żołnierzy AK